# Înzăpezire

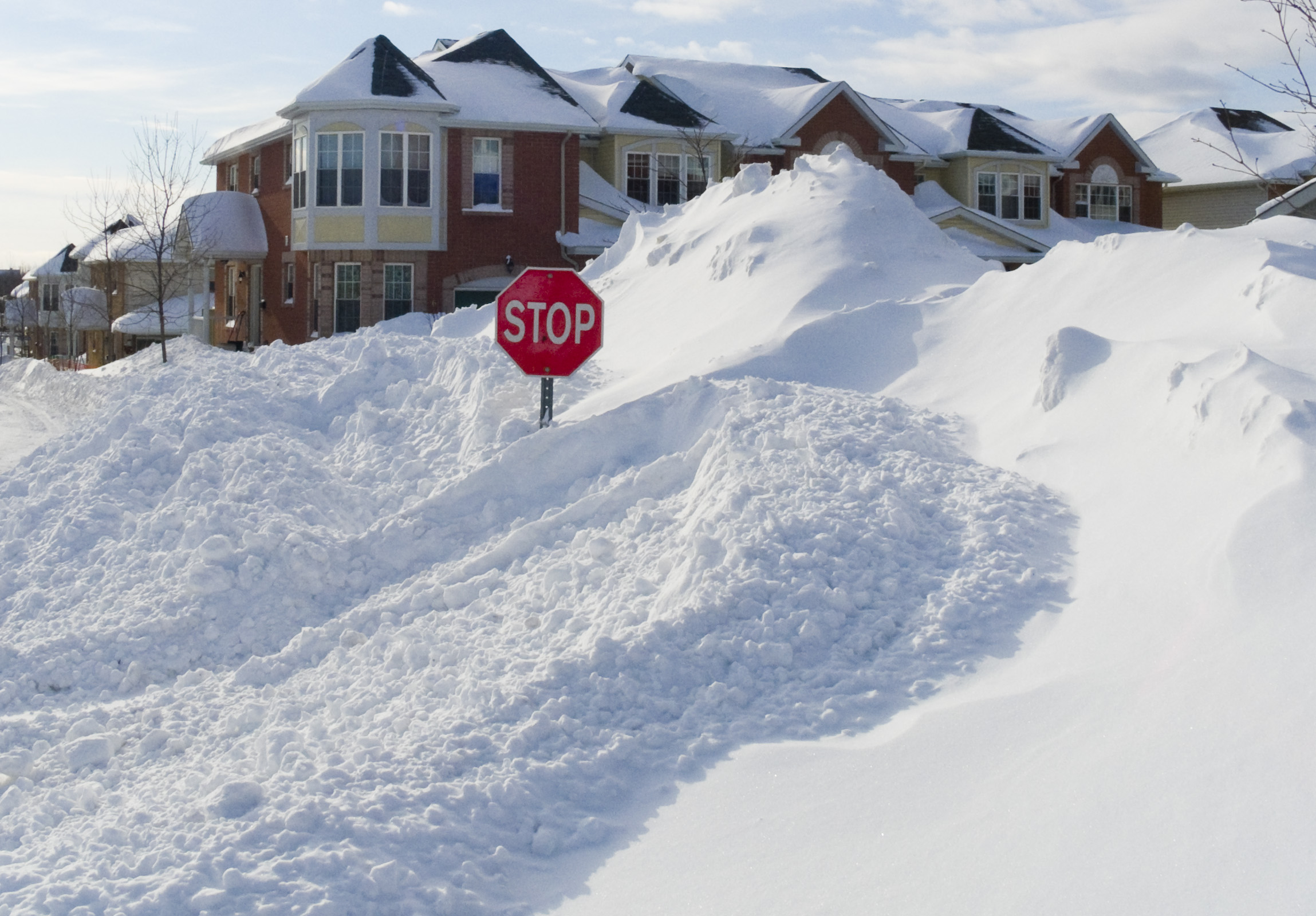
Zonă înzăpezită - Ottawa, CAN, </br> 9 martie 2008, orele 17:03:26

Înzăpezirea reprezintă o îngrămădire a unei cantități mari de zăpadă, în general prin acțiunea vântului pe o cale de comunicație terestră, pe un teren, pe pantele munților, etc. Înzăpezirile, în zonele de interes uman, pot fi evitate prin așezarea de parazăpezi în dreptul punctelor celor mai expuse.

## Articole pe teme de glaciologie
- Aisberg
- Alpii înalți
- Antarctica
- Arctica
- Ablație (fenomen)
- Balanța masei unui ghețar
- Banchiză
- Calotă glaciară
- Calotă polară
- Circ glaciar
- Climatul calotelor polare
- Criosferă
- Gheață
- Ghețar
- Glaciologie
- Încălzirea globală
- Înzăpezire
- Lac glaciar
- Linia arborilor
- Linia înghețului
- Linia de îngheț (astrofizică)
- Listă de țări în care ninge
- Morenă
- Nivologie
- Sculptura în gheață
- Spărgător de gheață
- Scăderea punctului de îngheț
- Zăpadă
- Zonă de ablație
- Zonă de acumulare